# FON

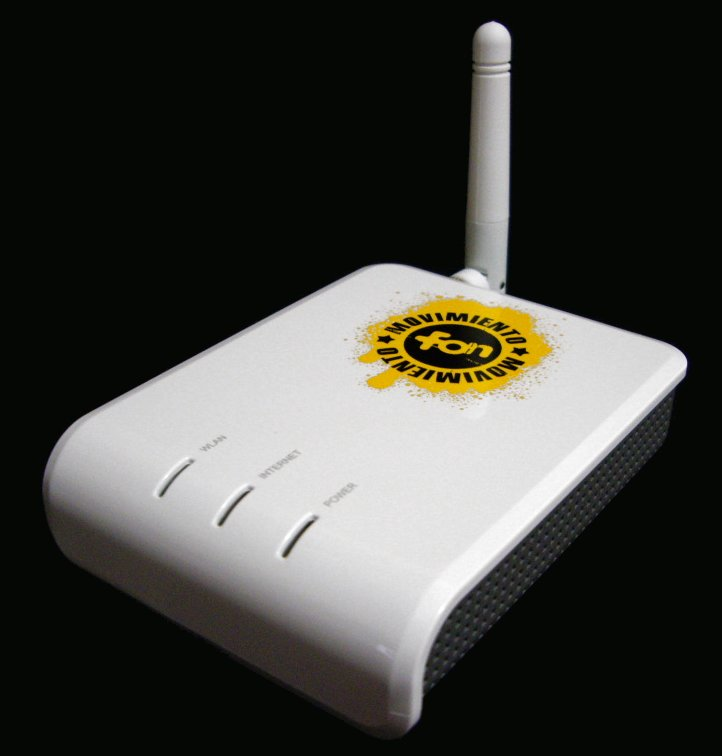

FON (FON Wireless Ltd.) — испанская компания, управляющая сообществом Wi-Fi-сетей в разных странах. Основана в ноябре 2005 года.
Участники сети FON предоставляют беспроводной интернет-доступ другим пользователям, оказавшимся в их зоне приема. Для этого они должны обладать интернет-подключением и специальной точкой доступа Wi-Fi (называемой испанским словом La Fonera). Такая точка создает две сети: одну для своего владельца, другую для посторонних пользователей. Участники сети пользуются интернетом бесплатно, все остальные должны внести оплату. Часть этих поступлений выплачивается владельцу точки доступа.
Специальные роутеры La Fonera (FON) предоставляют пользователям сети возможность делить свой домашний интернет-канал с другими пользователями, используя при этом все меры защиты информации.[уточнить]
Партнерами FON являются Deutsche Telekom Group, SFR, KPN, Proximus, Vodafone, Virgin Media, The Cloud, Telstra, SoftBank и British Telecom. В настоящее время FON насчитывает более 23 миллионов точек доступа по всему миру. Сообщество объединяет более 2 000 000 пользователей в Европе, Азии, Америке и быстро развивается.

## FON в России
Российское отделение FON представляет компания «FON Partners». На май 2011 года в Москве насчитывалось более 65 000 точек доступа сети FON_MTS, а в мире — более 3 млн.

## FON на Украине
С 2010 года продвижением Fon занялся «Приватбанк», планируя разместить точки доступа во всех своих филиалах:
«Обладатели роутеров FON получат свободный доступ к точкам WiFi, которые открываются в отделениях ПриватБанка на всей территории Украины»
По состоянию на 1 июня 2011 сеть fon-Приватбанк насчитывала 1000 точек.

## Безопасность
FON считает свою сеть безопасной, поскольку она имеет 2 сигнала: общий FON, вход через который возможен путём введения логина-пароля зарегистрированными пользователями, и личный My Place, вход в который доступен лишь владельцу точки доступа.